# Merops persicus
 Тази статия е за Зеления пчелояд от вида Merops persicus.  За другия вид наричан Зелен пчелояд вижте Merops superciliosus.  
Зелен пчелояд (Merops persicus) е вид птица от семейство Meropidae.

## Разпространение
Видът е разпространен в Афганистан, Алжир, Ангола, Армения, Азербайджан, Бахрейн, Бенин, Ботсвана, Буркина Фасо, Бурунди, Габон, Гамбия, Гана, Гърция, Гвинея, Гвинея-Бисау, Джибути, Египет, Еритрея, Етиопия, Замбия, Зимбабве, Индия, Иран, Ирак, Израел, Йордания, Йемен, Камерун, Република Конго, Демократична република Конго, Кот д'Ивоар, Казахстан, Кения, Кувейт, Киргизстан, Катар, Ливан, Либерия, Либия, Малави, Мали, Мавритания, Мароко, Мозамбик, Намибия, Нигер, Нигерия, Оман, Обединените арабски емирства, Пакистан, Палестина, Република Кипър, Русия, Руанда, Саудитска Арабия, Сенегал, Сейшелите, Сиера Леоне, Сомалия, Судан, Свазиленд, Сирия, Таджикистан, Танзания, Того, Тунис, Турция, Туркменистан, Уганда, Узбекистан, Централноафриканската република, Чад, Южна Африка и Южен Судан.